# イモ欽トリオ
イモ欽トリオ（イモきんトリオ）は、日本のバラエティ番組『欽ドン!良い子悪い子普通の子』から生まれたユニット。
1981年8月5日発売シングル「ハイスクールララバイ」が大ヒット、当時一世を風靡した。

## 概要
1981年4月、フジテレビで放送されていたバラエティ番組『欽ドン!良い子悪い子普通の子』にレギュラー出演していた山口良一（ヨシオ役）、西山浩司（ワルオ役）、長江健次（フツオ役）の3名で結成されたユニット。バラエティー番組から誕生する企画ユニットの元祖。
ユニット名の由来は、当時人気だった「たのきんトリオ」と「YMO」にあやかってのこと。「YMO」を「イモ」と読んでユニット名に採用したのは萩本欽一のアイデアだが、長江は「たのきんトリオよりイモ臭いから」という発言もしている。ラテン文字表記は「YMO KIN TRIO」ではなく「IMO KIN TRIO」である。番組開始当初から人気はうなぎ昇りで、ティーン向けアイドル雑誌『セブンティーン』（集英社）や『明星』（集英社）などにも多く掲載されるなど、アイドル的な要素を踏まえた異色ユニットとして取り上げられた。
1981年8月5日、デビュー曲「ハイスクールララバイ」をリリース。作詞を松本隆、作曲・編曲をYMOの細野晴臣が担当し、当時流行していたテクノポップと歌謡曲の要素を取り入れた楽曲は時代の波に乗り、企画ものとしては異例の大ヒットとなり、累計160万枚のミリオンセラーを記録した。『欽ドン!』を放送していたフジテレビだけに留まらず、他局であるTBSテレビや日本テレビの音楽番組にも出演、TBSの『ザ・ベストテン』においては8週連続第1位を達成。1981年9月17日放送の1位獲得時には、瞬間最高視聴率41.7%（ビデオリサーチ調べ・関東地区）を記録した。
楽曲は長江がメインボーカルで歌い、横で山口と西山がコーラスを入れつつコミカルな振付けで踊るスタイルで、サビの「100％片思い〜」だけは土居甫の振付だが、それ以外は長江のレコーディング中、時間を持て余した山口と西山が、ふざけてスタジオで音楽に合わせて楽器を演奏する真似をして遊んでいたものがベースとなっている。実際に歌を披露する際に二人の動きをどうするか考えていたこともあり、その動きを本番でも採用することにした。
ハイスクールララバイがヒットしたこの年、NHK紅白歌合戦から出場の話があったが、彼らの師匠である萩本欽一から「お前たちは歌手じゃないから」「お前たちが断ったら歌を一生懸命やってる歌手が1人出られるだろ。お前たちは出なくていいな」と言われたことで、紅白の話を断ったという。後日西山は「二度とないチャンス。内心はぶっちゃけ出たかった」などと本音をもらしていたことがある。
1981年12月5日、アルバム『ポテトボーイズNo.1』をリリース。全曲を松本隆が作詞（特記以外）、数多のミュージシャンが楽曲に携わり（主な演奏はムーンライダーズ）が参加している。初盤のみソノシートが封入された。
1982年3月21日、2作目のシングル「ティアドロップ探偵団」をリリース。

## 活動終了後
1982年9月、長江が大学受験専念を理由に『欽ドン!』を降板し、同時にユニットを脱退。『欽ドン!』ではコーナー存続のため、二代目のフツオに後藤正を抜擢した。
1983年1月1日、3作目のシングル「ティーンエイジ・イーグルス」をリリースしたが、長江時代ほど人気は得られず、これを最後にイモ欽トリオとしての音楽活動は凍結した。後藤は放送期間中の1983年5月に番組を降板、同時に芸能界を引退したため、急遽三代目フツオを一般から募集して選出するオーディションが行われることになったが、フツオに相応しい人材を絞り切れず、最終選考に残った3名を暫定仮採用として番組コーナーに出演させ、演技やアドリブなどを競わせたのちに決定するとした。
3名はそれぞれ「フッ君」（沢村雅彦）、「ツッ君」（大野哲也）、「オッ君」（境田晃一）と呼ばれ、数週間コーナーに出演。最終的にオッ君役だった境田晃一が三代目フツオに決定し、1983年9月にリニューアルした『欽ドン!良い子悪い子普通の子おまけの子』に起用されたが、番組以外で「イモ欽トリオ」の活動をすることは無くなった。
『欽ドン!』終了後も現在までに、オリジナルメンバーで幾度か再結成し、テレビ番組に出演することがある。2007年の『24時間テレビ』では、萩本欽一のマラソン応援の為にメンバーが集結したが、山口が寄席のため出演できず、勝俣州和が山口の代理として「ハイスクールララバイ」を披露した。
2014年7月、神戸チキンジョージで行われた長江の50歳を記念したライブ『長江健次生誕50周年記念LIVE「健次の五十路」〜今回はバンドでやっちゃいます〜』に山口と西山がゲスト出演した。また、2015年1月24日には同所で「イモ欽トリオ」名義ライブを行った。「イモ欽トリオ」名義で有料でライブを行ったのは初（フリーライブやテレビ番組の企画のライブは数回）。
2015年8月21・22日、松本隆の作詞活動45周年を記念したコンサート『風街レジェンド2015』が東京国際フォーラムホールAで行われ、オリジナルメンバー3名が揃い「イモ欽トリオ」名義で出演、「ハイスクールララバイ」を披露した。
2021年8月5日、デビュー40周年を記念して、Youtube上でハイスクールララバイを披露した。
2021年11月5日、松本隆の作詞活動50周年記念オフィシャル・プロジェクトのコンサート『風街オデッセイ2021』が日本武道館で行われ、オリジナルメンバー3名が揃い「イモ欽トリオ」名義で出演、「ハイスクールララバイ」を披露した。
2022年7月17日から8月11日まで、オリジナルメンバーによる全国10都市を巡るライブツアーを開催。本格的な全国ツアーを行うのは初めてである。
2025年3月8日から30日まで『イモ欽トリオ山口良一古希記念LIVE』を全国7都市で行う予定である。

## ディスコグラフィ

### シングル
※ 3枚とも、MEG-CDより、CD-Rで発売されている。
| 発売日                       | 面                           | タイトル                           | 作詞                         | 作曲                         | 編曲                         | 規格                         | 規格品番                     |
| フォーライフ・レコード       | フォーライフ・レコード       | フォーライフ・レコード             | フォーライフ・レコード       | フォーライフ・レコード       | フォーライフ・レコード       | フォーライフ・レコード       | フォーライフ・レコード       |
| 長江健次・山口良一・西山浩司 | 長江健次・山口良一・西山浩司 | 長江健次・山口良一・西山浩司       | 長江健次・山口良一・西山浩司 | 長江健次・山口良一・西山浩司 | 長江健次・山口良一・西山浩司 | 長江健次・山口良一・西山浩司 | 長江健次・山口良一・西山浩司 |
| ---------------------------- | ---------------------------- | ---------------------------------- | ---------------------------- | ---------------------------- | ---------------------------- | ---------------------------- | ---------------------------- |
| 1981年8月5日                 | A                            | ハイスクールララバイ               | 松本隆                       | 細野晴臣                     | 細野晴臣                     | EP                           | 7K-30                        |
| 1981年8月5日                 | B                            | 欽ドン良い子悪い子普通の子のテーマ | 竹島達修                     | あかのたちお                 | あかのたちお                 | EP                           | 7K-30                        |
| 1982年3月21日                | A                            | ティアドロップ探偵団               | 松本隆                       | 細野晴臣                     | 細野晴臣                     | EP                           | 7K-56                        |
| 1982年3月21日                | B                            | サーフサイドX                      | 松本隆                       | 井上大輔                     | 井上大輔                     | EP                           | 7K-56                        |
| 後藤正・山口良一・西山浩司   |                              |                                    |                              |                              |                              |                              |                              |
| 1983年1月1日                 | A                            | ティーンエイジ・イーグルス         | 松本隆                       | 細野晴臣                     | 白井良明                     | EP                           | 7K-84                        |
| 1983年1月1日                 | B                            | エレクトリック・スーパーマン       | 松本隆                       | 細野晴臣                     | 白井良明                     | EP                           | 7K-84                        |

### アルバム

#### オリジナル・アルバム
| 発売日        | レーベル               | 規格 | 規格品番 | アルバム           |
| ------------- | ---------------------- | ---- | -------- | ------------------ |
| 1981年12月5日 | フォーライフ・レコード | LP   | 28K-37   | ポテトボーイズNo.1 |

#### オムニバス・アルバム
| 発売日         | レーベル                                 | 規格 | 規格品番  | アルバム |
| -------------- | ---------------------------------------- | ---- | --------- | --- |
| 2011年5月25日  | フォーライフミュージックエンタテイメント | CD   | FLCF-4380 | イモ欽トリオ&わらべゴールデン☆ベスト〜欽ドン! 欽どこ!?秘蔵っ子!! ※ わらべ（M-11〜M-18）とのベスト 1. ハイスクールララバイ 2. ブルースカイラブ 3. 欽ドン良い子悪い子普通の子エンディングテーマ（Instrumental） 4. 失恋レッスン（A･B･C） 5. 雨のライダーブルース 6. 欽ドン良い子悪い子普通の子のテーマ 7. ティアドロップ探偵団 8. 美少女エレジー 9. 閃光ロック 10. 高校三年生'82 11. もしも明日が 12. レンゲ畑でいねむりしたら 13. 黄色いボタン 14. めだかの兄妹 15. 昔、むかしは… 16. 時計をとめて 17. ここへおいでよ 18. How to 悲しみクッキング |
| 2016年2月24日  | フォーライフミュージックエンタテイメント | CD   | FLCF-4494 | イモ欽トリオ&わらべゴールデン☆ベスト〜欽ドン! 欽どこ!?秘蔵っ子!! ※ わらべ（M-11〜M-18）とのベスト 1. ハイスクールララバイ 2. ブルースカイラブ 3. 欽ドン良い子悪い子普通の子エンディングテーマ（Instrumental） 4. 失恋レッスン（A･B･C） 5. 雨のライダーブルース 6. 欽ドン良い子悪い子普通の子のテーマ 7. ティアドロップ探偵団 8. 美少女エレジー 9. 閃光ロック 10. 高校三年生'82 11. もしも明日が 12. レンゲ畑でいねむりしたら 13. 黄色いボタン 14. めだかの兄妹 15. 昔、むかしは… 16. 時計をとめて 17. ここへおいでよ 18. How to 悲しみクッキング |
| 2004年10月20日 | フォーライフミュージックエンタテイメント | CD   | FLCF-4028 | GOLDEN☆BEST〜欽(まるきん)スーパーヒット〜 ※ わらべ、風見慎吾、よせなべトリオ、サンドイッチ、小西博之、増田恵子などの欽ちゃんファミリーのベスト 1. もしも明日が／わらべ 2. 泣き虫"チャチャ"の物語／風見慎吾 3. ハイスクール ララバイ／イモ欽トリオ 4. 大きな恋の物語／よせなべトリオ 5. 想い出して下さい／サンドイッチ 6. めだかの兄妹／わらべ 7. 淋しがりやさ 心はいつも／小西博之 8. 女優／増田恵子 9. ムーンライト／神田羽弦 10. 僕 笑っちゃいます／風見慎吾 11. 銀座の雨の物語／小西博之＋清水由貴子 12. 欽ドン良い子悪い子普通の子のテーマ／イモ欽トリオ 13. 時計をとめて／わらべ 14. 涙のtake a chance／風見慎吾 15. 失恋レッスン（A・B・C）／イモ欽トリオ 16. 流れ星メルヘン／わらべ 17. 制服のエンジェル／イモ欽トリオ 18. 閃光ロック／イモ欽トリオ |
| 2014年12月3日  | フォーライフミュージックエンタテイメント | CD   | FLCF-4479 | GOLDEN☆BEST〜欽(まるきん)スーパーヒット〜 ※ わらべ、風見慎吾、よせなべトリオ、サンドイッチ、小西博之、増田恵子などの欽ちゃんファミリーのベスト 1. もしも明日が／わらべ 2. 泣き虫"チャチャ"の物語／風見慎吾 3. ハイスクール ララバイ／イモ欽トリオ 4. 大きな恋の物語／よせなべトリオ 5. 想い出して下さい／サンドイッチ 6. めだかの兄妹／わらべ 7. 淋しがりやさ 心はいつも／小西博之 8. 女優／増田恵子 9. ムーンライト／神田羽弦 10. 僕 笑っちゃいます／風見慎吾 11. 銀座の雨の物語／小西博之＋清水由貴子 12. 欽ドン良い子悪い子普通の子のテーマ／イモ欽トリオ 13. 時計をとめて／わらべ 14. 涙のtake a chance／風見慎吾 15. 失恋レッスン（A・B・C）／イモ欽トリオ 16. 流れ星メルヘン／わらべ 17. 制服のエンジェル／イモ欽トリオ 18. 閃光ロック／イモ欽トリオ |

## メディア

### 書籍
- イモ欽トリオの 笑うんだランド - 良い子・悪い子・普通の子（1981年1月）

### CM
- エポック社「ポケデジミニ」（1981年）、「カセットビジョン」（1982年〈長江在籍時〉、1983年〈後藤在籍時、「ティーンエイジ・イーグルス」がCMソングにも起用〉）
- 江崎グリコ 「パッセル」（1982年） - 後藤在籍時